# Svetovno prvenstvo v hokeju na ledu 1979
Svetovno prvenstvo v hokeju na ledu 1979 je bilo šestinštirideseto Svetovno prvenstvo v hokeju na ledu. Potekalo je med 16. marcem in 14. majem 1979 v moskovski dvorani Lužniki, Sovjetska zveza (skupina A), Galaţiju, Romunija (skupina B) in Barceloni, Španija (skupina C). Zlato medaljo je osvojila sovjetska reprezentanca, srebrno češkoslovaška, bronasto pa švedska, v konkurenci šestindvajsetih reprezentanc, osemnajstič tudi jugoslovanske, ki je osvojila devetnajsto mesto in se uvrstila v skupino B. To je bil za sovjetsko reprezentanco drugi zaporedni in skupno šestnajsti naslov svetovnega prvaka.

## Dobitniki medalj
| Zlato | Srebro | Bron |
| Sovjetska zvezaVladislav Tretjak Vladimir Miškin Valerij Vasiljev Vasilij Pervuhin Zinetula Biljaletdinov Vladimir Lutčenko Sergej Babinov Genadij Cigankov Irek Gimajev Sergej Starikov Boris Mihajlov Vladimir Petrov Valerij Harlamov Viktor Žluktov Sergej Kapustin Helmut Balderis Aleksander Golikov Vladimir Golikov Sergej Makarov Aleksander Jakušev Aleksander Skvorcov Jurij Lebedjev | ČeškoslovaškaJiří Králík Marcel Sakáč Milan Figala Vítězslav Ďuriš Milan Chalupa Jozef Bukovinský Milan Kužela František Kaberle Jiří Bubla Milan Nový Vladimír Martinec Jiří Novák Ladislav Svozil Miroslav Fryčer Marián Šťastný Anton Šťastný Ivan Hlinka Libor Havlíček Jaroslav Pouzar Bohuslav Ebermann Peter Šťastný | ŠvedskaSune Ödling Pelle Lindbergh Tomas Jonsson Sture Andersson Ulf Weinstock Leif Svensson Mats Waltin Thomas Eriksson Tord Nänsén Roger Lindström Per Lundqvist Rolf Edberg Bengt-Ake Gustafsson Mats Näslund Lennart Norberg Bengt Lundholm Leif Holmgren Lars-Erik Ericsson Dan Labraaten Inge Hammarström Hakan Eriksson Peter Wallin |

## Tekme

### SP Skupine A
Prve štiri reprezentance so se uvrstile v boj za 1. do 4. mesto, ostale v boj za obstanek, rezultati medsebojnih tekem se prenesejo.

#### Skupina A
| 14. maj 1979 | Švedska | 7:3 | Zahodna Nemčija | Dvorana Lužniki, Moskva |

| Poročilo tekme      | Poročilo tekme | Poročilo tekme | Poročilo tekme | Poročilo tekme |
| ------------------- | -------------- | -------------- | -------------- | -------------- |
| Začetek: ni podatka |                |                |                |                |

| 14. maj 1979 | Sovjetska zveza | 7:0 | Poljska | Dvorana Lužniki, Moskva |

| Poročilo tekme      | Poročilo tekme | Poročilo tekme | Poročilo tekme | Poročilo tekme |
| ------------------- | -------------- | -------------- | -------------- | -------------- |
| Začetek: ni podatka |                |                |                |                |

| 15. maj 1979 | Švedska | 6:5 | Poljska | Dvorana Lužniki, Moskva |

| Poročilo tekme      | Poročilo tekme | Poročilo tekme | Poročilo tekme | Poročilo tekme |
| ------------------- | -------------- | -------------- | -------------- | -------------- |
| Začetek: ni podatka |                |                |                |                |

| 15. maj 1979 | Sovjetska zveza | 3:2 | Zahodna Nemčija | Dvorana Lužniki, Moskva |

| Poročilo tekme      | Poročilo tekme | Poročilo tekme | Poročilo tekme | Poročilo tekme |
| ------------------- | -------------- | -------------- | -------------- | -------------- |
| Začetek: ni podatka |                |                |                |                |

| 17. maj 1979 | Zahodna Nemčija | 3:3 | Poljska | Dvorana Lužniki, Moskva |

| Poročilo tekme      | Poročilo tekme | Poročilo tekme | Poročilo tekme | Poročilo tekme |
| ------------------- | -------------- | -------------- | -------------- | -------------- |
| Začetek: ni podatka |                |                |                |                |

| 17. maj 1979 | Sovjetska zveza | 9:3 | Švedska | Dvorana Lužniki, Moskva |

| Poročilo tekme      | Poročilo tekme | Poročilo tekme | Poročilo tekme | Poročilo tekme |
| ------------------- | -------------- | -------------- | -------------- | -------------- |
| Začetek: ni podatka |                |                |                |                |

##### Lestvica
OT-odigrane tekme, z-zmage, n-neodločeni izidi, P-porazi, DG-doseženo goli, PG-prejeti goli, GR-gol razlika, T-točke.
| # | Reprezentanca   | OT | Z | N | P | DG | PG | GR  | T |
| - | --------------- | -- | - | - | - | -- | -- | --- | - |
| 1 | Sovjetska zveza | 3  | 3 | 0 | 0 | 19 | 5  | +14 | 6 |
| 2 | Švedska         | 3  | 2 | 0 | 1 | 16 | 17 | -1  | 4 |
| 3 | Zahodna Nemčija | 3  | 0 | 1 | 2 | 8  | 13 | -5  | 1 |
| 4 | Poljska         | 3  | 0 | 1 | 2 | 8  | 16 | -8  | 1 |

#### Skupina B
| 14. maj 1979 | Češkoslovaška | 5:0 | Finska | Dvorana Lužniki, Moskva |

| Poročilo tekme      | Poročilo tekme | Poročilo tekme | Poročilo tekme | Poročilo tekme |
| ------------------- | -------------- | -------------- | -------------- | -------------- |
| Začetek: ni podatka |                |                |                |                |

| 14. maj 1979 | Kanada | 6:0 | ZDA | Dvorana Lužniki, Moskva |

| Poročilo tekme      | Poročilo tekme | Poročilo tekme | Poročilo tekme | Poročilo tekme |
| ------------------- | -------------- | -------------- | -------------- | -------------- |
| Začetek: ni podatka |                |                |                |                |

| 15. maj 1979 | ZDA | 1:1 | Finska | Dvorana Lužniki, Moskva |

| Poročilo tekme      | Poročilo tekme | Poročilo tekme | Poročilo tekme | Poročilo tekme |
| ------------------- | -------------- | -------------- | -------------- | -------------- |
| Začetek: ni podatka |                |                |                |                |

| 15. maj 1979 | Češkoslovaška | 4:1 | Kanada | Dvorana Lužniki, Moskva |

| Poročilo tekme      | Poročilo tekme | Poročilo tekme | Poročilo tekme | Poročilo tekme |
| ------------------- | -------------- | -------------- | -------------- | -------------- |
| Začetek: ni podatka |                |                |                |                |

| 17. maj 1979 | Kanada | 5:4 | Finska | Dvorana Lužniki, Moskva |

| Poročilo tekme      | Poročilo tekme | Poročilo tekme | Poročilo tekme | Poročilo tekme |
| ------------------- | -------------- | -------------- | -------------- | -------------- |
| Začetek: ni podatka |                |                |                |                |

| 17. maj 1979 | Češkoslovaška | 2:2 | ZDA | Dvorana Lužniki, Moskva |

| Poročilo tekme      | Poročilo tekme | Poročilo tekme | Poročilo tekme | Poročilo tekme |
| ------------------- | -------------- | -------------- | -------------- | -------------- |
| Začetek: ni podatka |                |                |                |                |

##### Lestvica
OT-odigrane tekme, z-zmage, n-neodločeni izidi, P-porazi, DG-doseženo goli, PG-prejeti goli, GR-gol razlika, T-točke.
| # | Reprezentanca | OT | Z | N | P | DG | PG | GR | T |
| - | ------------- | -- | - | - | - | -- | -- | -- | - |
| 1 | Češkoslovaška | 3  | 2 | 1 | 0 | 11 | 3  | +7 | 5 |
| 2 | Kanada        | 3  | 2 | 0 | 1 | 12 | 11 | +1 | 4 |
| 3 | ZDA           | 3  | 0 | 2 | 1 | 6  | 9  | -3 | 2 |
| 4 | Finska        | 3  | 0 | 1 | 2 | 5  | 11 | -6 | 1 |

#### Boj za obstanek
| 18. maj 1979 | ZDA | 5:5 | Poljska | Dvorana Lužniki, Moskva |

| Poročilo tekme      | Poročilo tekme | Poročilo tekme | Poročilo tekme | Poročilo tekme |
| ------------------- | -------------- | -------------- | -------------- | -------------- |
| Začetek: ni podatka |                |                |                |                |

| 18. maj 1979 | Finska | 5:2 | Zahodna Nemčija | Dvorana Lužniki, Moskva |

| Poročilo tekme      | Poročilo tekme | Poročilo tekme | Poročilo tekme | Poročilo tekme |
| ------------------- | -------------- | -------------- | -------------- | -------------- |
| Začetek: ni podatka |                |                |                |                |

| 20. maj 1979 | Finska | 4:3 | Poljska | Dvorana Lužniki, Moskva |

| Poročilo tekme      | Poročilo tekme | Poročilo tekme | Poročilo tekme | Poročilo tekme |
| ------------------- | -------------- | -------------- | -------------- | -------------- |
| Začetek: ni podatka |                |                |                |                |

| 20. maj 1979 | Zahodna Nemčija | 4:3 | ZDA | Dvorana Lužniki, Moskva |

| Poročilo tekme      | Poročilo tekme | Poročilo tekme | Poročilo tekme | Poročilo tekme |
| ------------------- | -------------- | -------------- | -------------- | -------------- |
| Začetek: ni podatka |                |                |                |                |

| 22. maj 1979 | Zahodna Nemčija | 8:1 | Poljska | Dvorana Lužniki, Moskva |

| Poročilo tekme      | Poročilo tekme | Poročilo tekme | Poročilo tekme | Poročilo tekme |
| ------------------- | -------------- | -------------- | -------------- | -------------- |
| Začetek: ni podatka |                |                |                |                |

| 22. maj 1979 | ZDA | 6:2 | Finska | Dvorana Lužniki, Moskva |

| Poročilo tekme      | Poročilo tekme | Poročilo tekme | Poročilo tekme | Poročilo tekme |
| ------------------- | -------------- | -------------- | -------------- | -------------- |
| Začetek: ni podatka |                |                |                |                |

| 24. maj 1979 | ZDA | 5:1 | Poljska | Dvorana Lužniki, Moskva |

| Poročilo tekme      | Poročilo tekme | Poročilo tekme | Poročilo tekme | Poročilo tekme |
| ------------------- | -------------- | -------------- | -------------- | -------------- |
| Začetek: ni podatka |                |                |                |                |

| 24. maj 1979 | Finska | 7:3 | Zahodna Nemčija | Dvorana Lužniki, Moskva |

| Poročilo tekme      | Poročilo tekme | Poročilo tekme | Poročilo tekme | Poročilo tekme |
| ------------------- | -------------- | -------------- | -------------- | -------------- |
| Začetek: ni podatka |                |                |                |                |

| 26. maj 1979 | Finska | 4:2 | Poljska | Dvorana Lužniki, Moskva |

| Poročilo tekme      | Poročilo tekme | Poročilo tekme | Poročilo tekme | Poročilo tekme |
| ------------------- | -------------- | -------------- | -------------- | -------------- |
| Začetek: ni podatka |                |                |                |                |

| 26. maj 1979 | Zahodna Nemčija | 5:2 | ZDA | Dvorana Lužniki, Moskva |

| Poročilo tekme      | Poročilo tekme | Poročilo tekme | Poročilo tekme | Poročilo tekme |
| ------------------- | -------------- | -------------- | -------------- | -------------- |
| Začetek: ni podatka |                |                |                |                |

##### Lestvica
OT-odigrane tekme, z-zmage, n-neodločeni izidi, P-porazi, DG-doseženo goli, PG-prejeti goli, GR-gol razlika, T-točke.
| # | Reprezentanca   | OT | Z | N | P | DG | PG | GR  | T |
| - | --------------- | -- | - | - | - | -- | -- | --- | - |
| 5 | Finska          | 6  | 4 | 1 | 1 | 23 | 17 | +6  | 9 |
| 6 | Zahodna Nemčija | 6  | 3 | 1 | 2 | 27 | 21 | +6  | 7 |
| 7 | ZDA             | 6  | 2 | 2 | 2 | 22 | 20 | +2  | 6 |
| 8 | Poljska         | 6  | 0 | 4 | 2 | 15 | 29 | -14 | 2 |

- Poljska reprezentanca je izpadla v skupino B.

#### Boj za 1. do 4. mesto
| 19. maj 1979 | Češkoslovaška | 3:3 | Švedska | Dvorana Lužniki, Moskva |

| Poročilo tekme      | Poročilo tekme | Poročilo tekme | Poročilo tekme | Poročilo tekme |
| ------------------- | -------------- | -------------- | -------------- | -------------- |
| Začetek: ni podatka |                |                |                |                |

| 19. maj 1979 | Sovjetska zveza | 5:2 | Kanada | Dvorana Lužniki, Moskva |

| Poročilo tekme      | Poročilo tekme | Poročilo tekme | Poročilo tekme | Poročilo tekme |
| ------------------- | -------------- | -------------- | -------------- | -------------- |
| Začetek: ni podatka |                |                |                |                |

| 21. maj 1979 | Švedska | 5:3 | Kanada | Dvorana Lužniki, Moskva |

| Poročilo tekme      | Poročilo tekme | Poročilo tekme | Poročilo tekme | Poročilo tekme |
| ------------------- | -------------- | -------------- | -------------- | -------------- |
| Začetek: ni podatka |                |                |                |                |

| 21. maj 1979 | Češkoslovaška | 1:11 | Sovjetska zveza | Dvorana Lužniki, Moskva |

| Poročilo tekme      | Poročilo tekme | Poročilo tekme | Poročilo tekme | Poročilo tekme |
| ------------------- | -------------- | -------------- | -------------- | -------------- |
| Začetek: ni podatka |                |                |                |                |

| 23. maj 1979 | Češkoslovaška | 10:6 | Kanada | Dvorana Lužniki, Moskva |

| Poročilo tekme      | Poročilo tekme | Poročilo tekme | Poročilo tekme | Poročilo tekme |
| ------------------- | -------------- | -------------- | -------------- | -------------- |
| Začetek: ni podatka |                |                |                |                |

| 23. maj 1979 | Sovjetska zveza | 11:3 | Švedska | Dvorana Lužniki, Moskva |

| Poročilo tekme      | Poročilo tekme | Poročilo tekme | Poročilo tekme | Poročilo tekme |
| ------------------- | -------------- | -------------- | -------------- | -------------- |
| Začetek: ni podatka |                |                |                |                |

| 25. maj 1979 | Češkoslovaška | 6:3 | Švedska | Dvorana Lužniki, Moskva |

| Poročilo tekme      | Poročilo tekme | Poročilo tekme | Poročilo tekme | Poročilo tekme |
| ------------------- | -------------- | -------------- | -------------- | -------------- |
| Začetek: ni podatka |                |                |                |                |

| 25. maj 1979 | Sovjetska zveza | 9:2 | Kanada | Dvorana Lužniki, Moskva |

| Poročilo tekme      | Poročilo tekme | Poročilo tekme | Poročilo tekme | Poročilo tekme |
| ------------------- | -------------- | -------------- | -------------- | -------------- |
| Začetek: ni podatka |                |                |                |                |

| 27. maj 1979 | Kanada | 6:3 | Švedska | Dvorana Lužniki, Moskva |

| Poročilo tekme      | Poročilo tekme | Poročilo tekme | Poročilo tekme | Poročilo tekme |
| ------------------- | -------------- | -------------- | -------------- | -------------- |
| Začetek: ni podatka |                |                |                |                |

| 27. maj 1979 | Češkoslovaška | 1:6 | Sovjetska zveza | Dvorana Lužniki, Moskva |

| Poročilo tekme      | Poročilo tekme | Poročilo tekme | Poročilo tekme | Poročilo tekme |
| ------------------- | -------------- | -------------- | -------------- | -------------- |
| Začetek: ni podatka |                |                |                |                |

##### Lestvica
OT-odigrane tekme, z-zmage, n-neodločeni izidi, P-porazi, DG-doseženo goli, PG-prejeti goli, GR-gol razlika, T-točke.
| # | Reprezentanca   | OT | Z | N | P | DG | PG | GR  | T  |
| - | --------------- | -- | - | - | - | -- | -- | --- | -- |
| 1 | Sovjetska zveza | 6  | 6 | 0 | 0 | 51 | 12 | +39 | 12 |
| 2 | Češkoslovaška   | 6  | 3 | 1 | 2 | 25 | 30 | -5  | 7  |
| 3 | Švedska         | 6  | 1 | 1 | 4 | 20 | 38 | -18 | 3  |
| 4 | Kanada          | 6  | 1 | 0 | 5 | 20 | 36 | -16 | 2  |

### SP Skupine B
Prve štiri reprezentance so se uvrstile v boj za 1. do 4. mesto, druge štiri v boj za obstanek, zadnji pa sta direktno izpadli, rezultati medsebojnih tekem se prenesejo.

#### Skupina A
| 16. marec 1979 | Madžarska | 2:10 | Vzhodna Nemčija | Galaţij, Romunija |

| Poročilo tekme      | Poročilo tekme | Poročilo tekme | Poročilo tekme | Poročilo tekme |
| ------------------- | -------------- | -------------- | -------------- | -------------- |
| Začetek: ni podatka |                |                |                |                |

| 16. marec 1979 | Romunija | 7:7 | Avstrija | Galaţij, Romunija |

| Poročilo tekme      | Poročilo tekme | Poročilo tekme | Poročilo tekme | Poročilo tekme |
| ------------------- | -------------- | -------------- | -------------- | -------------- |
| Začetek: ni podatka |                |                |                |                |

| 17. marec 1979 | Avstrija | 4:3 | Madžarska | Galaţij, Romunija |

| Poročilo tekme      | Poročilo tekme | Poročilo tekme | Poročilo tekme | Poročilo tekme |
| ------------------- | -------------- | -------------- | -------------- | -------------- |
| Začetek: ni podatka |                |                |                |                |

| 17. marec 1979 | Danska | 1:4 | Vzhodna Nemčija | Galaţij, Romunija |

| Poročilo tekme      | Poročilo tekme | Poročilo tekme | Poročilo tekme | Poročilo tekme |
| ------------------- | -------------- | -------------- | -------------- | -------------- |
| Začetek: ni podatka |                |                |                |                |

| 18. marec 1979 | Danska | 1:4 | Romunija | Galaţij, Romunija |

| Poročilo tekme      | Poročilo tekme | Poročilo tekme | Poročilo tekme | Poročilo tekme |
| ------------------- | -------------- | -------------- | -------------- | -------------- |
| Začetek: ni podatka |                |                |                |                |

| 19. marec 1979 | Romunija | 8:4 | Madžarska | Galaţij, Romunija |

| Poročilo tekme      | Poročilo tekme | Poročilo tekme | Poročilo tekme | Poročilo tekme |
| ------------------- | -------------- | -------------- | -------------- | -------------- |
| Začetek: ni podatka |                |                |                |                |

| 19. marec 1979 | Vzhodna Nemčija | 7:0 | Avstrija | Galaţij, Romunija |

| Poročilo tekme      | Poročilo tekme | Poročilo tekme | Poročilo tekme | Poročilo tekme |
| ------------------- | -------------- | -------------- | -------------- | -------------- |
| Začetek: ni podatka |                |                |                |                |

| 20. marec 1979 | Madžarska | 1:3 | Danska | Galaţij, Romunija |

| Poročilo tekme      | Poročilo tekme | Poročilo tekme | Poročilo tekme | Poročilo tekme |
| ------------------- | -------------- | -------------- | -------------- | -------------- |
| Začetek: ni podatka |                |                |                |                |

| 21. marec 1979 | Avstrija | 4:3 | Danska | Galaţij, Romunija |

| Poročilo tekme      | Poročilo tekme | Poročilo tekme | Poročilo tekme | Poročilo tekme |
| ------------------- | -------------- | -------------- | -------------- | -------------- |
| Začetek: ni podatka |                |                |                |                |

| 21. marec 1979 | Vzhodna Nemčija | 4:3 | Romunija | Galaţij, Romunija |

| Poročilo tekme      | Poročilo tekme | Poročilo tekme | Poročilo tekme | Poročilo tekme |
| ------------------- | -------------- | -------------- | -------------- | -------------- |
| Začetek: ni podatka |                |                |                |                |

##### Lestvica
OT-odigrane tekme, z-zmage, n-neodločeni izidi, P-porazi, DG-doseženo goli, PG-prejeti goli, GR-gol razlika, T-točke.
| # | Reprezentanca   | OT | Z | N | P | DG | PG | GR  | T |
| - | --------------- | -- | - | - | - | -- | -- | --- | - |
| 1 | Vzhodna Nemčija | 4  | 4 | 0 | 0 | 30 | 6  | +24 | 8 |
| 2 | Romunija        | 4  | 2 | 1 | 1 | 22 | 16 | +6  | 5 |
| 3 | Avstrija        | 4  | 2 | 1 | 1 | 15 | 20 | -5  | 5 |
| 4 | Danska          | 4  | 1 | 0 | 3 | 8  | 18 | -10 | 2 |
| 5 | Madžarska       | 4  | 0 | 0 | 4 | 10 | 25 | -15 | 0 |

- Madžarska reprezentanca je izpadla v skupino C.

#### Skupina B
| 16. marec 1979 | Norveška | 5:1 | Švica | Galaţij, Romunija |

| Poročilo tekme      | Poročilo tekme | Poročilo tekme | Poročilo tekme | Poročilo tekme |
| ------------------- | -------------- | -------------- | -------------- | -------------- |
| Začetek: ni podatka |                |                |                |                |

| 16. marec 1979 | Japonska | 5:6 | Nizozemska | Galaţij, Romunija |

| Poročilo tekme      | Poročilo tekme | Poročilo tekme | Poročilo tekme | Poročilo tekme |
| ------------------- | -------------- | -------------- | -------------- | -------------- |
| Začetek: ni podatka |                |                |                |                |

| 17. marec 1979 | Nizozemska | 8:1 | Norveška | Galaţij, Romunija |

| Poročilo tekme      | Poročilo tekme | Poročilo tekme | Poročilo tekme | Poročilo tekme |
| ------------------- | -------------- | -------------- | -------------- | -------------- |
| Začetek: ni podatka |                |                |                |                |

| 17. marec 1979 | Kitajska | 4:6 | Švica | Galaţij, Romunija |

| Poročilo tekme      | Poročilo tekme | Poročilo tekme | Poročilo tekme | Poročilo tekme |
| ------------------- | -------------- | -------------- | -------------- | -------------- |
| Začetek: ni podatka |                |                |                |                |

| 18. marec 1979 | Kitajska | 3:9 | Japonska | Galaţij, Romunija |

| Poročilo tekme      | Poročilo tekme | Poročilo tekme | Poročilo tekme | Poročilo tekme |
| ------------------- | -------------- | -------------- | -------------- | -------------- |
| Začetek: ni podatka |                |                |                |                |

| 19. marec 1979 | Japonska | 3:4 | Norveška | Galaţij, Romunija |

| Poročilo tekme      | Poročilo tekme | Poročilo tekme | Poročilo tekme | Poročilo tekme |
| ------------------- | -------------- | -------------- | -------------- | -------------- |
| Začetek: ni podatka |                |                |                |                |

| 19. marec 1979 | Švica | 2:5 | Nizozemska | Galaţij, Romunija |

| Poročilo tekme      | Poročilo tekme | Poročilo tekme | Poročilo tekme | Poročilo tekme |
| ------------------- | -------------- | -------------- | -------------- | -------------- |
| Začetek: ni podatka |                |                |                |                |

| 10. marec 1979 | Norveška | 6:1 | Kitajska | Galaţij, Romunija |

| Poročilo tekme      | Poročilo tekme | Poročilo tekme | Poročilo tekme | Poročilo tekme |
| ------------------- | -------------- | -------------- | -------------- | -------------- |
| Začetek: ni podatka |                |                |                |                |

| 21. marec 1979 | Nizozemska | 10:0 | Kitajska | Galaţij, Romunija |

| Poročilo tekme      | Poročilo tekme | Poročilo tekme | Poročilo tekme | Poročilo tekme |
| ------------------- | -------------- | -------------- | -------------- | -------------- |
| Začetek: ni podatka |                |                |                |                |

| 21. marec 1979 | Švica | 4:3 | Japonska | Galaţij, Romunija |

| Poročilo tekme      | Poročilo tekme | Poročilo tekme | Poročilo tekme | Poročilo tekme |
| ------------------- | -------------- | -------------- | -------------- | -------------- |
| Začetek: ni podatka |                |                |                |                |

##### Lestvica
OT-odigrane tekme, z-zmage, n-neodločeni izidi, P-porazi, DG-doseženo goli, PG-prejeti goli, GR-gol razlika, T-točke.
| # | Reprezentanca | OT | Z | N | P | DG | PG | GR  | T |
| - | ------------- | -- | - | - | - | -- | -- | --- | - |
| 1 | Nizozemska    | 4  | 4 | 0 | 0 | 29 | 8  | +11 | 8 |
| 2 | Norveška      | 4  | 3 | 0 | 1 | 16 | 13 | +3  | 6 |
| 3 | Švica         | 4  | 2 | 0 | 2 | 13 | 17 | -4  | 4 |
| 4 | Japonska      | 4  | 1 | 0 | 3 | 20 | 17 | +3  | 2 |
| 5 | Kitajska      | 4  | 0 | 0 | 4 | 8  | 31 | -23 | 0 |

- Kitajska reprezentanca je izpadla v skupino C.

#### Boj za obstanek
| 23. marec 1979 | Švica | 3:1 | Danska | Galaţij, Romunija |

| Poročilo tekme      | Poročilo tekme | Poročilo tekme | Poročilo tekme | Poročilo tekme |
| ------------------- | -------------- | -------------- | -------------- | -------------- |
| Začetek: ni podatka |                |                |                |                |

| 23. marec 1979 | Japonska | 3:2 | Avstrija | Galaţij, Romunija |

| Poročilo tekme      | Poročilo tekme | Poročilo tekme | Poročilo tekme | Poročilo tekme |
| ------------------- | -------------- | -------------- | -------------- | -------------- |
| Začetek: ni podatka |                |                |                |                |

| 24. marec 1979 | Danska | 4:11 | Japonska | Galaţij, Romunija |

| Poročilo tekme      | Poročilo tekme | Poročilo tekme | Poročilo tekme | Poročilo tekme |
| ------------------- | -------------- | -------------- | -------------- | -------------- |
| Začetek: ni podatka |                |                |                |                |

| 24. marec 1979 | Avstrija | 2:7 | Švica | Galaţij, Romunija |

| Poročilo tekme      | Poročilo tekme | Poročilo tekme | Poročilo tekme | Poročilo tekme |
| ------------------- | -------------- | -------------- | -------------- | -------------- |
| Začetek: ni podatka |                |                |                |                |

##### Lestvica
OT-odigrane tekme, z-zmage, n-neodločeni izidi, P-porazi, DG-doseženo goli, PG-prejeti goli, GR-gol razlika, T-točke.
| #  | Reprezentanca | OT | Z | N | P | DG | PG | GR  | T |
| -- | ------------- | -- | - | - | - | -- | -- | --- | - |
| 13 | Švica         | 3  | 3 | 0 | 0 | 14 | 6  | +8  | 6 |
| 14 | Japonska      | 3  | 2 | 0 | 1 | 17 | 10 | +7  | 4 |
| 15 | Avstrija      | 3  | 1 | 0 | 2 | 8  | 13 | -5  | 2 |
| 16 | Danska        | 3  | 0 | 0 | 3 | 8  | 18 | -10 | 0 |

- Avstrijska in danska reprezentanca sta izpadli v skupino C.

#### Boj za 9. do 12. mesto
| 23. marec 1979 | Vzhodna Nemčija | 9:2 | Norveška | Galaţij, Romunija |

| Poročilo tekme      | Poročilo tekme | Poročilo tekme | Poročilo tekme | Poročilo tekme |
| ------------------- | -------------- | -------------- | -------------- | -------------- |
| Začetek: ni podatka |                |                |                |                |

| 23. marec 1979 | Romunija | 2:3 | Nizozemska | Galaţij, Romunija |

| Poročilo tekme      | Poročilo tekme | Poročilo tekme | Poročilo tekme | Poročilo tekme |
| ------------------- | -------------- | -------------- | -------------- | -------------- |
| Začetek: ni podatka |                |                |                |                |

| 24. marec 1979 | Nizozemska | 4:3 | Vzhodna Nemčija | Galaţij, Romunija |

| Poročilo tekme      | Poročilo tekme | Poročilo tekme | Poročilo tekme | Poročilo tekme |
| ------------------- | -------------- | -------------- | -------------- | -------------- |
| Začetek: ni podatka |                |                |                |                |

| 24. marec 1979 | Norveška | 2:3 | Romunija | Galaţij, Romunija |

| Poročilo tekme      | Poročilo tekme | Poročilo tekme | Poročilo tekme | Poročilo tekme |
| ------------------- | -------------- | -------------- | -------------- | -------------- |
| Začetek: ni podatka |                |                |                |                |

##### Lestvica
OT-odigrane tekme, z-zmage, n-neodločeni izidi, P-porazi, DG-doseženo goli, PG-prejeti goli, GR-gol razlika, T-točke.
| #  | Reprezentanca   | OT | Z | N | P | DG | PG | GR  | T |
| -- | --------------- | -- | - | - | - | -- | -- | --- | - |
| 9  | Nizozemska      | 3  | 3 | 0 | 0 | 15 | 6  | +9  | 6 |
| 10 | Vzhodna Nemčija | 3  | 2 | 0 | 1 | 16 | 9  | +7  | 4 |
| 11 | Romunija        | 3  | 1 | 0 | 2 | 8  | 9  | -1  | 2 |
| 12 | Norveška        | 3  | 0 | 0 | 3 | 5  | 20 | -15 | 0 |

### SP Skupine C
| 16. marec 1979 | Španija | 7:1 | Južna Koreja | Barcelona, Španija |

| Poročilo tekme      | Poročilo tekme | Poročilo tekme | Poročilo tekme | Poročilo tekme |
| ------------------- | -------------- | -------------- | -------------- | -------------- |
| Začetek: ni podatka |                |                |                |                |

| 16. marec 1979 | Bolgarija | 0:3 | Francija | Barcelona, Španija |

| Poročilo tekme      | Poročilo tekme | Poročilo tekme | Poročilo tekme | Poročilo tekme |
| ------------------- | -------------- | -------------- | -------------- | -------------- |
| Začetek: ni podatka |                |                |                |                |

| 16. marec 1979 | Združeno kraljestvo | 0:12 | Italija | Barcelona, Španija |

| Poročilo tekme      | Poročilo tekme | Poročilo tekme | Poročilo tekme | Poročilo tekme |
| ------------------- | -------------- | -------------- | -------------- | -------------- |
| Začetek: ni podatka |                |                |                |                |

| 16. marec 1979 | Avstralija | 0:10 | Jugoslavija | Barcelona, Španija |

| Poročilo tekme      | Poročilo tekme | Poročilo tekme | Poročilo tekme | Poročilo tekme |
| ------------------- | -------------- | -------------- | -------------- | -------------- |
| Začetek: ni podatka |                |                |                |                |

| 17. marec 1979 | Avstralija | 4:12 | Italija | Barcelona, Španija |

| Poročilo tekme      | Poročilo tekme | Poročilo tekme | Poročilo tekme | Poročilo tekme |
| ------------------- | -------------- | -------------- | -------------- | -------------- |
| Začetek: ni podatka |                |                |                |                |

| 17. marec 1979 | Francija | 5:7 | Jugoslavija | Barcelona, Španija |

| Poročilo tekme      | Poročilo tekme | Poročilo tekme | Poročilo tekme | Poročilo tekme |
| ------------------- | -------------- | -------------- | -------------- | -------------- |
| Začetek: ni podatka |                |                |                |                |

| 18. marec 1979 | Južna Koreja | 6:9 | Združeno kraljestvo | Barcelona, Španija |

| Poročilo tekme      | Poročilo tekme | Poročilo tekme | Poročilo tekme | Poročilo tekme |
| ------------------- | -------------- | -------------- | -------------- | -------------- |
| Začetek: ni podatka |                |                |                |                |

| 18. marec 1979 | Bolgarija | 5:4 | Španija | Barcelona, Španija |

| Poročilo tekme      | Poročilo tekme | Poročilo tekme | Poročilo tekme | Poročilo tekme |
| ------------------- | -------------- | -------------- | -------------- | -------------- |
| Začetek: ni podatka |                |                |                |                |

| 19. marec 1979 | Francija | 9:3 | Avstralija | Barcelona, Španija |

| Poročilo tekme      | Poročilo tekme | Poročilo tekme | Poročilo tekme | Poročilo tekme |
| ------------------- | -------------- | -------------- | -------------- | -------------- |
| Začetek: ni podatka |                |                |                |                |

| 19. marec 1979 | Združeno kraljestvo | 2:4 | Bolgarija | Barcelona, Španija |

| Poročilo tekme      | Poročilo tekme | Poročilo tekme | Poročilo tekme | Poročilo tekme |
| ------------------- | -------------- | -------------- | -------------- | -------------- |
| Začetek: ni podatka |                |                |                |                |

| 19. marec 1979 | Jugoslavija | 18:0 | Južna Koreja | Barcelona, Španija |

| Poročilo tekme      | Poročilo tekme | Poročilo tekme | Poročilo tekme | Poročilo tekme |
| ------------------- | -------------- | -------------- | -------------- | -------------- |
| Začetek: ni podatka |                |                |                |                |

| 19. marec 1979 | Španija | 1:10 | Italija | Barcelona, Španija |

| Poročilo tekme      | Poročilo tekme | Poročilo tekme | Poročilo tekme | Poročilo tekme |
| ------------------- | -------------- | -------------- | -------------- | -------------- |
| Začetek: ni podatka |                |                |                |                |

| 20. marec 1979 | Avstralija | 3:5 | Združeno kraljestvo | Barcelona, Španija |

| Poročilo tekme      | Poročilo tekme | Poročilo tekme | Poročilo tekme | Poročilo tekme |
| ------------------- | -------------- | -------------- | -------------- | -------------- |
| Začetek: ni podatka |                |                |                |                |

| 20. marec 1979 | Italija | 11:0 | Južna Koreja | Barcelona, Španija |

| Poročilo tekme      | Poročilo tekme | Poročilo tekme | Poročilo tekme | Poročilo tekme |
| ------------------- | -------------- | -------------- | -------------- | -------------- |
| Začetek: ni podatka |                |                |                |                |

| 21. marec 1979 | Bolgarija | 1:7 | Jugoslavija | Barcelona, Španija |

| Poročilo tekme      | Poročilo tekme | Poročilo tekme | Poročilo tekme | Poročilo tekme |
| ------------------- | -------------- | -------------- | -------------- | -------------- |
| Začetek: ni podatka |                |                |                |                |

| 21. marec 1979 | Francija | 8:2 | Španija | Barcelona, Španija |

| Poročilo tekme      | Poročilo tekme | Poročilo tekme | Poročilo tekme | Poročilo tekme |
| ------------------- | -------------- | -------------- | -------------- | -------------- |
| Začetek: ni podatka |                |                |                |                |

| 22. marec 1979 | Južna Koreja | 0:0 | Avstralija | Barcelona, Španija |

| Poročilo tekme      | Poročilo tekme | Poročilo tekme | Poročilo tekme | Poročilo tekme |
| ------------------- | -------------- | -------------- | -------------- | -------------- |
| Začetek: ni podatka |                |                |                |                |

| 22. marec 1979 | Italija | 8:4 | Bolgarija | Barcelona, Španija |

| Poročilo tekme      | Poročilo tekme | Poročilo tekme | Poročilo tekme | Poročilo tekme |
| ------------------- | -------------- | -------------- | -------------- | -------------- |
| Začetek: ni podatka |                |                |                |                |

| 22. marec 1979 | Združeno kraljestvo | 3:15 | Francija | Barcelona, Španija |

| Poročilo tekme      | Poročilo tekme | Poročilo tekme | Poročilo tekme | Poročilo tekme |
| ------------------- | -------------- | -------------- | -------------- | -------------- |
| Začetek: ni podatka |                |                |                |                |

| 22. marec 1979 | Jugoslavija | 16:1 | Španija | Barcelona, Španija |

| Poročilo tekme      | Poročilo tekme | Poročilo tekme | Poročilo tekme | Poročilo tekme |
| ------------------- | -------------- | -------------- | -------------- | -------------- |
| Začetek: ni podatka |                |                |                |                |

| 24. marec 1979 | Španija | 4:6 | Združeno kraljestvo | Barcelona, Španija |

| Poročilo tekme      | Poročilo tekme | Poročilo tekme | Poročilo tekme | Poročilo tekme |
| ------------------- | -------------- | -------------- | -------------- | -------------- |
| Začetek: ni podatka |                |                |                |                |

| 24. marec 1979 | Jugoslavija | 4:2 | Italija | Barcelona, Španija |

| Poročilo tekme      | Poročilo tekme | Poročilo tekme | Poročilo tekme | Poročilo tekme |
| ------------------- | -------------- | -------------- | -------------- | -------------- |
| Začetek: ni podatka |                |                |                |                |

| 24. marec 1979 | Južna Koreja | 3:15 | Francija | Barcelona, Španija |

| Poročilo tekme      | Poročilo tekme | Poročilo tekme | Poročilo tekme | Poročilo tekme |
| ------------------- | -------------- | -------------- | -------------- | -------------- |
| Začetek: ni podatka |                |                |                |                |

| 24. marec 1979 | Avstralija | 1:11 | Bolgarija | Barcelona, Španija |

| Poročilo tekme      | Poročilo tekme | Poročilo tekme | Poročilo tekme | Poročilo tekme |
| ------------------- | -------------- | -------------- | -------------- | -------------- |
| Začetek: ni podatka |                |                |                |                |

| 25. marec 1979 | Združeno kraljestvo | 1:21 | Jugoslavija | Barcelona, Španija |

| Poročilo tekme      | Poročilo tekme | Poročilo tekme | Poročilo tekme | Poročilo tekme |
| ------------------- | -------------- | -------------- | -------------- | -------------- |
| Začetek: ni podatka |                |                |                |                |

| 25. marec 1979 | Francija | 4:9 | Italija | Barcelona, Španija |

| Poročilo tekme      | Poročilo tekme | Poročilo tekme | Poročilo tekme | Poročilo tekme |
| ------------------- | -------------- | -------------- | -------------- | -------------- |
| Začetek: ni podatka |                |                |                |                |

| 25. marec 1979 | Južna Koreja | 3:10 | Bolgarija | Barcelona, Španija |

| Poročilo tekme      | Poročilo tekme | Poročilo tekme | Poročilo tekme | Poročilo tekme |
| ------------------- | -------------- | -------------- | -------------- | -------------- |
| Začetek: ni podatka |                |                |                |                |

| 25. marec 1979 | Španija | 6:2 | Avstralija | Barcelona, Španija |

| Poročilo tekme      | Poročilo tekme | Poročilo tekme | Poročilo tekme | Poročilo tekme |
| ------------------- | -------------- | -------------- | -------------- | -------------- |
| Začetek: ni podatka |                |                |                |                |

#### Lestvica
OT-odigrane tekme, z-zmage, n-neodločeni izidi, P-porazi, DG-doseženo goli, PG-prejeti goli, GR-gol razlika, T-točke.
| #  | Reprezentanca       | OT | Z | N | P | DG | PG | GR |
| -- | ------------------- | -- | - | - | - | -- | -- | -- |
| 19 | Jugoslavija         | 7  | 7 | 0 | 0 | 83 | 10 | 14 |
| 20 | Italija             | 7  | 6 | 1 | 0 | 64 | 17 | 12 |
| 21 | Francija            | 7  | 5 | 2 | 0 | 59 | 27 | 10 |
| 22 | Bolgarija           | 7  | 4 | 3 | 0 | 35 | 28 | 8  |
| 23 | Španija             | 7  | 2 | 5 | 0 | 25 | 48 | 4  |
| 24 | Združeno kraljestvo | 7  | 2 | 5 | 0 | 23 | 68 | 4  |
| 25 | Južna Koreja        | 7  | 1 | 5 | 1 | 16 | 67 | 3  |
| 26 | Avstralija          | 7  | 0 | 6 | 1 | 13 | 53 | 1  |

- jugoslovanska in italijanska reprezentanca sta se uvrstili v skupino B.

## Končni vrstni red
1. Sovjetska zveza
2. Češkoslovaška
3. Švedska
4. Kanada
5. Finska
6. Zahodna Nemčija
7. ZDA
8. Poljska
9. Nizozemska
10. Vzhodna Nemčija
11. Romunija
12. Norveška
13. Švica
14. Japonska
15. Avstrija
16. Danska
17. Madžarska
18. Kitajska
19. Jugoslavija
20. Italija
21. Francija
22. Bolgarija
23. Španija
24. Združeno kraljestvo
25. Južna Koreja
26. Avstralija